# 벌집 (기하학)

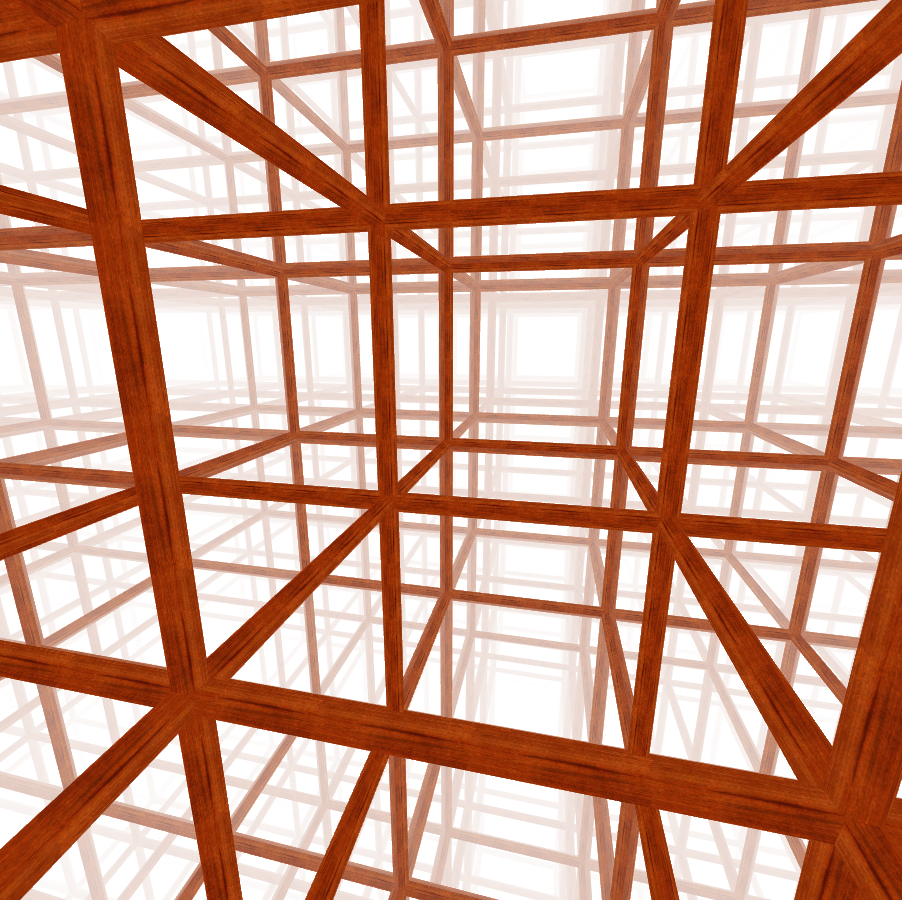
정육면체 벌집

기하학에서 벌집(영어: honeycomb)은 다면체를 한 공간에 빈틈없이 채워넣은 것이다. 수학적 테셀레이션, 타일링 또는 테셀레이션의 모든 차원으로 확장한 것이기도 하다.
벌집은 보통 일반적인 유클리드 공간에 만들 수 있다. 또한 어떤 유한한 고른 다포체는 그 외접구로 투영해서 구면 공간의 고른 벌집을 생성할 수 있다.

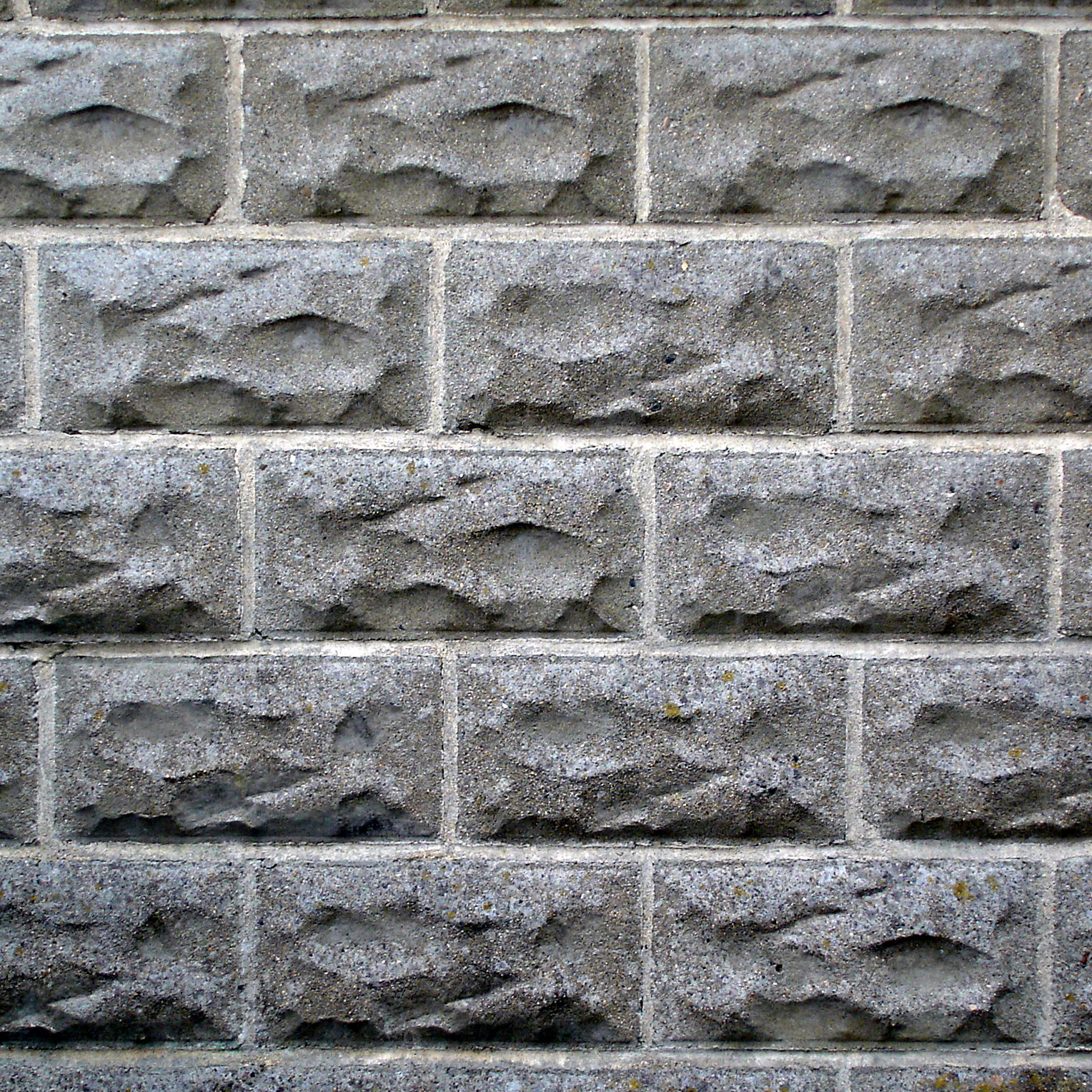
벽돌로 만든 벌집. 다만 이 패턴은 귀퉁이가 이웃한 다각형의 모서리에 부분적으로 놓여 있기 때문에 적절한 타일링이 아니다. 각각의 벽돌의 면을 두 내각이 180도인 육각형으로 해석하면 패턴으로 해석하면 적절한 타일링으로 볼 수 있다.

## 분류
부분적으로만 분류된 벌집은 무한히 있다. 더 정규적인 것은 가장 흥미를 끌지만 다른 것들의 풍부하고 다양한 구색들이 계속해서 발견된다.
만들기 가장 간단한 벌집은 평면의 테셀레이션에 기반한 각기둥의 층이나 판을 쌓아서 만드는 것이다. 특히 모든 평행육면체는 특별한 정육면체 벌집으로 공간을 채울 수 있다. 이 벌집이 특별한 이유는 일반적인 (유클리드) 공간에서 유일한 정규 벌집이기 때문이다. 다른 흥미로운 족은 힐 사면체와 그 일반화로 마찬가지로 공간 타일링을 할 수 있다.

## 자기쌍대 벌집
벌집도 자기쌍대가 될 수 있다. 모든 슐레플리 기호가 {\textstyle \{4,3^{n-2},4\}}인 n차원 초입방체 벌집은 자기쌍대이다.

## 같이 보기
- 고른 타일링의 목록
- 정규 벌집
- 꼬인 무한면체
- Plesiohedron

## 참고 문헌
- Coxeter, H. S. M.: Regular Polytopes.
- Critchlow, K.: Order in space.
- Pearce, P.: Structure in nature is a strategy for design.
- Goldberg, Michael Three Infinite Families of Tetrahedral Space-Fillers Journal of Combinatorial Theory A, 16, pp. 348–354, 1974.
- Goldberg, Michael The space-filling pentahedra, Journal of Combinatorial Theory, Series A Volume 13, Issue 3, November 1972, Pages 437-443
- Goldberg, Michael The Space-filling Pentahedra II, Journal of Combinatorial Theory 17 (1974), 375–378.
- Goldberg, Michael On the space-filling hexahedra Geom. Dedicata, June 1977, Volume 6, Issue 1, pp 99–108
- Goldberg, Michael On the space-filling heptahedra Geometriae Dedicata, June 1978, Volume 7, Issue 2, pp 175–184
- Goldberg, Michael Convex Polyhedral Space-Fillers of More than Twelve Faces. Geom. Dedicata 8, 491-500, 1979.
- Goldberg, Michael On the space-filling octahedra, Geometriae Dedicata, January 1981, Volume 10, Issue 1, pp 323–335  PDF
- Goldberg, Michael On the Space-filling Decahedra. Structural Topology, 1982, num. Type 10-II PDF
- Goldberg, Michael On the space-filling enneahedra Geometriae Dedicata, June 1982, Volume 12, Issue 3, pp 297–306